# Coma de sa Figuera
La Coma de sa Figuera és una depressió situada a la possessió de Son Pou, a Coanegra, en el terme municipal de Santa Maria del Camí.
Està situada a l'esquerra de les cases mirant cap a la tramuntana. Les comes presenten una forma de la capçalera més semicircular que els comellars, que solen ser de forma més allargada. La coma comença al safareig de sa Vinyeta i a l'olivar de darrere les cases i està drenada pel saragall del Salt d'en Gener, procedent de Sa Comuna, que agafa l'aigua de la zona del Cocó Pequer i es Penyal Roig.

## Es Fibló
39° 42′ 26.41″ N, 2° 44′ 52.11″ E / 39.7073361°N,2.7478083°E
En el seu interior hi ha sa Font de sa Coma de sa Figuera o es Fibló, petita surgència a la qual s'hi accedeix per una curta galeria. Aquesta font manté el cabal al llarg de l'any, per això a través d'una síquia de teules, ara destruïda, omplia el safareig de sa Vinyeta.

## Es Forn d'en Martí
39° 42′ 27.49″ N, 2° 44′ 53.66″ E / 39.7076361°N,2.7482389°E
Poc abans de la font hi ha es Forn d'en Martí, forn de calç cuit per Martí Barona abans de la Guerra Civil Inventariat pels alumnes del Col·legi Melcion Rosselló Simonet (1987) i per Gabriel Ordinas (1995). Els laterals de la portada estan esbucats i la vegetació ha invadit l'olla, que té un diàmetre de 4,10 m. El forn està catalogat amb la referència SMA 269. Devora el forn de calç s'hi veu un fil de ferro enganxat a una olivera que ve des del penyal de la capçalera de la coma i es feia servir fins als anys cinquanta del s. XX per davallar feixines de pi.

## Sa Cova de s'Heura
Un camí de carro passa pel costat del forn i puja cap a la font, fins a arribar al peu de sa Cova de s'Heura i es Salt d'en Gener. Sa Cova de s'Heura o sa Cova des Coloms és un gran coval visible des del mateix camí de Coanegra, mostrant unes grans heures que pengen de les seves parets. La boca de la cova és de 20x12 m. aproximadament. La cavitat presenta colades i pavimentacions amb estalactites i columnes.

## Camí de sa Coma de sa Figuera
És el camí de carro que uneix les cases de Son Pou amb la coma de sa Figuera. Està catalogat com a element etnològic (SMA 520). Té una amplada màxima de 2,5 m. El darrer tram del camí té un elevat interès constructiu, ja que té un marge que es troba alçat devers uns 7 metres.